# Internationales Kurzfilmfestival Tampere

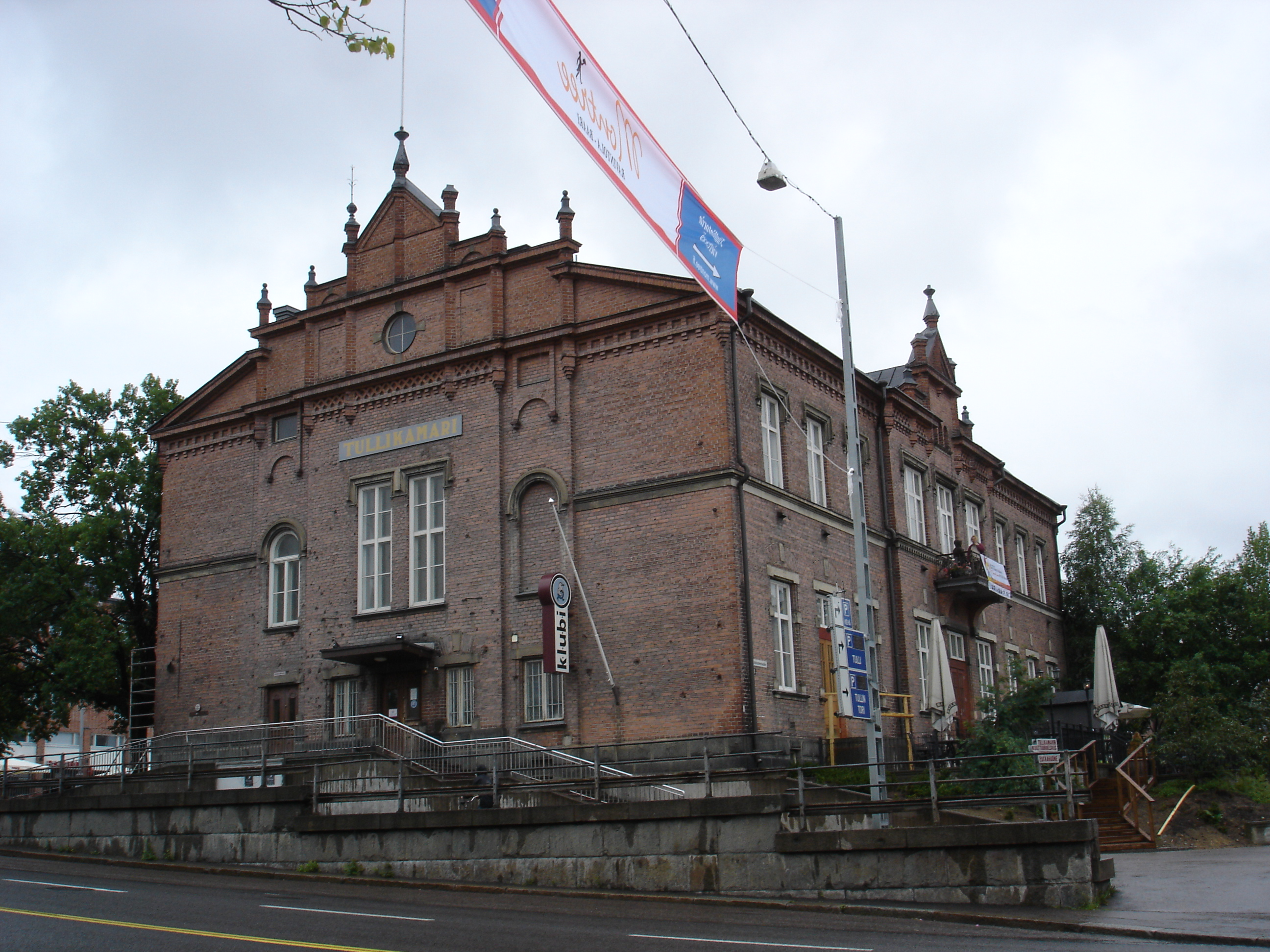
Hauptspielstätte Altes Zollhaus

Das Internationale Kurzfilmfestival Tampere (Finnisch: Tampereen elokuvajuhlat) findet jährlich im März in der finnischen Stadt Tampere statt.
Tampere ist als eines von wenigen internationalen Kurzfilmfestivals beim internationalen Filmproduzentenverband FIAPF akkreditiert und zählt neben den Internationalen Kurzfilmtagen Oberhausen und dem Festival du Court-Métrage de Clermont-Ferrand zu den bedeutendsten europäischen Kurzfilmfestivals.
Das Festival fand zum ersten Mal 1969 statt, damals noch unter der Bezeichnung „Kurzfilmtage“. Seit 1970 existiert das Festival in seiner heutigen Gestalt. Damit ist Tampere das älteste Kurzfilmfestival in Skandinavien. 1972 konnte das Festival wegen fehlender Finanzierung nicht stattfinden.
Jährlich werden knapp 500 Kurzfilme während des seit 1978 stets fünf tägigen Festivals gezeigt. Neben einem internationalen Wettbewerb gibt es auch einen Wettbewerb für finnische Kurzfilme. Zu den Entdeckungen des Festivals zählt der finnische Filmregisseur Aki Kaurismäki. Bekannt ist Tampere auch für sein vielfältiges Rahmenprogramm von Seminaren und Podiumsdiskussionen bis hin zu Konzerten.
Direktor des Festivals ist seit 2003 Jukka-Pekka Laakso.

## Spielstätten
Über die Jahre hinweg hat das Festival verschiedene Örtlichkeiten genutzt.
- Aktuelle Spielstätten:
  - Multiplex-Kino Cine-Atlas → Hauptspielstätte seit 2022
  - Programmkino Niagara → erstmalig 1992, Begleitprogramm (Retrospektiven, Schätze aus dem Archiv)
  - Tullikamari (Altes Zollhaus) → erstmalig 1989, lange Jahre Standort der Festivalzentrale
  - Tampere Talo (Tampere-Halle) → 1992–2001 wichtige Spielstätte, später nur(?) noch Stummfilme mit Orchesterbegleitung
  - Tuomiokirkko (Dom von Tampere) → erstmalig 2019, Stummfilme mit Orgelbegleitung
  - Kino/Theater Hällä → erstmalig 1970, aktuell einzelne Vorstellungen und Rahmenveranstaltungen (z. B. Vorträge)
  - Kinopalatsi → erstmalig 1970, später in manchen Jahren für einzelne Veranstaltungen/Vorführungen genutzt
- Ehemalige Spielstätten:
  - Kino Häme → erstmalig 1970, letztmalig ? (Kino existiert nicht mehr)
  - Kino Nordia → erstmalig 1982, letztmalig ? (Kino existiert nicht mehr)
  - Kino Pirkka → erstmalig 1985, letztmalig ? (Kino 1992 geschlossen)
  - YO-Talo (Studentenhaus) → Trash- und Undergroundfilmfestival 2000er/2010er Jahre
  - Multiplex-Kino Plevna → Hauptspielstätte 2002–2021

Während der Corona-Pandemie 2021 gab es auch die Möglichkeit, Festivalfilme online zu sehen. Einige Filme waren allerdings nur von finnischen IP-Adressen aus, einige andere gar nicht online abrufbar. Die Bezahlung erfolgte einzeln oder für das gesamte Festival. In den folgenden Jahren wurde das zum Teil beibehalten, allerdings nur für Nutzer in Finnland.

## Regelmäßige Bestandteile des Festivals
- Internationaler Wettbewerb (Kurzfilme bis 30 Minuten Länge)
- Nationaler Wettbewerb (Kurzfilme bis 30 Minuten Länge)
- Nationaler Wettbewerb (Filme über 30 Minuten Länge)
- Wettbewerb „Generation XYZ“ (seit 2021)
- Jährlich wechselnder Länderschwerpunkt (z. B. Kurzfilme aus Polen)
- Jährlich wechselnder Themenschwerpunkt (z. B. im Jahr einer WM Kurzfilme über Fussball)
- Retrospektive (z. B. für einen Regisseur)
- Studentenfilme (je eine Vorstellung für Filme der Hochschulen aus Helsinki und Tampere)
- Carte Blanche (ein Filmemacher präsentiert Filme, die ihn oder sie beeinflusst haben, sowie meistens auch ein eigenes Werk)
- Arkiston Arteet (Schätze aus dem Archiv, Filme aus dem finnischen nationalen Filmarchiv, meist Dokumentarfilme)
- Von der EFA nominierte Filme
- Trash- & Undergroundfilmfestival (seit 2001)
- Stummfilm(e) mit Live-Musikbegleitung

## Ablauf
Das Festival findet inzwischen immer Anfang März von Mittwoch bis Sonntag statt, wobei es manchmal auch schon am Dienstag Programmpunkte, aber keine Wettbewerbsfilme gibt. Der letzte Tag ist normalerweise der zweite Sonntag im März. Die Kurzfilme werden in Vorstellungen von je (höchstens) zwei Stunden gezeigt. Die Vorstellungen mit Kurzfilmen des nationalen und internationalen Wettbewerbs werden je zweimal gezeigt. Andere Vorstellungen werden meist ebenfalls zweimal gezeigt, einige wenige jedoch nur einmal.
Am Mittwoch gibt es eine Eröffnungsvorstellung, bei der die Mitglieder der verschiedenen Jurys vorgestellt werden. Dazu werden Filme aus einzelnen Vorstellungen gezeigt, aber keine Wettbewerbsfilme. Am Sonntag findet die Preisverleihungszeremonie statt, bei der anschließend einige der Gewinnerfilme gezeigt werden. Es kann sein, dass parallel oder später noch weitere Vorstellungen stattfinden. Die Preisverleihungszeremonie ist daher nur der Abschluss des Wettbewerbs, aber nicht die letzte Vorstellung des Festivals.

## Jurys und Preiskategorien
Es gibt mehrere Jurys, mit jährlich wechselnden Mitgliedern, die Preise vergeben. Stand 2023 sind dies:
- Internationale Jury (5 Mitglieder)
- Nationale Jury (3 Mitglieder)
- „Risto Jarva“-Preis Jury (3 Mitglieder)
- Jury der kirchlichen Medienstiftung / Ökumenische Jury (1 Mitglied)
- Nachhaltigkeitspreis „Verso“ Jury (4 Mitgliedern)
- Generation XYZ Jury (3 Mitglieder)
- Jugendjury (3–6 Mitglieder)

Die folgende Tabelle enthält die Preise und Preisgelder, die mit dem Stand des Festivals von 2023 vergeben wurden. Ehemals vergebene Preise sind nicht aufgeführt, unabhängig davon, ob sie einmalig oder über mehrere Jahre vergeben wurden. Die Unterteilung des Nationalen Wettbewerbs in Filme über und unter 30 Minuten Länge wurde 1996 eingeführt und seitdem beibehalten. Es gab jedoch schon seit 1978 einen Nationalen Wettbewerb mit verschiedenen Preisen, u. a. den Risto Jarva Preis, der unabhängig von der Länge an eine finnische Produktion vergeben wird.
| Kategorie                                                       | Auszeichnung                                                  | Preisgeld | Weitere Preise                                                | Seit        |
| --------------------------------------------------------------- | ------------------------------------------------------------- | --------- | ------------------------------------------------------------- | ----------- |
| Internationaler Wettbewerb                                      | Grand Prix                                                    | 5.000 €   | Statue „Kiss“                                                 | 1970        |
| Internationaler Wettbewerb                                      | Beste Animation                                               | 1.500 €   | Statue „Kiss“                                                 | 1970        |
| Internationaler Wettbewerb                                      | Beste Fiktion                                                 | 1.500 €   | Statue „Kiss“                                                 | 1970 / 1979 |
| Internationaler Wettbewerb                                      | Beste Dokumentation                                           | 1.500 €   | Statue „Kiss“                                                 | 1970        |
| Internationaler Wettbewerb                                      | EFA Nominierung                                               | -         | Teilnahme am Wettbewerb der EFA                               | 2009        |
| Internationaler Wettbewerb                                      | Publikumspreis                                                | -         | -                                                             | 1995 / 2003 |
| Internationaler Wettbewerb                                      | Lobende Erwähnung                                             | -         | -                                                             | 1970        |
| Nationaler Wettbewerb (bis 30 Minuten Länge)                    | Hauptpreis                                                    | 5.000 €   | Statue „Kiss“                                                 | 1996        |
| Nationaler Wettbewerb (bis 30 Minuten Länge)                    | Spezialpreis                                                  | 1.500 €   | -                                                             | 1996        |
| Nationaler Wettbewerb (bis 30 Minuten Länge)                    | Nominierung für den Europäischen Publikumspreis für Kurzfilme | -         | Nominierung für den Europäischen Publikumspreis für Kurzfilme | 2019        |
| Nationaler Wettbewerb (bis 30 Minuten Länge)                    | Preis der Jugendjury                                          | -         | -                                                             | 1996        |
| Nationaler Wettbewerb (über 30 Minuten Länge)                   | Hauptpreis                                                    | 5.000 €   | Statue „Kiss“                                                 | 1996        |
| Nationaler Wettbewerb (über 30 Minuten Länge)                   | Spezialpreis                                                  | 1.500 €   | -                                                             | 1996        |
| Preise für Filme des nationalen Wettbewerbs (egal welche Länge) | Risto Jarva Preis                                             | 10.000 €  | -                                                             | 1979        |
| Preise für Filme des nationalen Wettbewerbs (egal welche Länge) | Preis der Medienstiftung der Kirche                           | 1.500 €   | -                                                             | 2017        |
| Preise für Filme des nationalen Wettbewerbs (egal welche Länge) | Nachhaltigkeitspreis „Verso“                                  | 2.000 €   | -                                                             | 2022        |
| Preise für Filme des nationalen Wettbewerbs (egal welche Länge) | "Golden Shade Equipment Rental Prize for Cinematographer"     | 20.000 €  | -                                                             | 2019        |
| Preise für Filme des nationalen Wettbewerbs (egal welche Länge) | Studierendenpreis                                             | 1.500 €   | -                                                             | 2010        |
| Preise für Filme des nationalen Wettbewerbs (egal welche Länge) | Publikumspreis                                                | -         | -                                                             | 1995 / 2003 |
| Preise für Filme des nationalen Wettbewerbs (egal welche Länge) | Lobende Erwähnung                                             | -         | -                                                             | 1978        |
| Preise für Filme „Generation XYZ“                               | Bester Genre-Film                                             | 2.000 €   | -                                                             | 2021        |
| Preise für Filme „Generation XYZ“                               | Publikumspreis                                                | -         | -                                                             | 2021        |

Anmerkungen:
1. Ein Film kann auch mehrere Preise gewinnen.
2. Lobende Erwähnungen der Jurys werden oft an mehrere Filme vergeben, manchmal auch an Filme, die von anderen Jurys ausgezeichnet wurden.
3. Die Gewinner des Grand Prix und des nationalen Wettbewerbs (unter 30 Minuten) qualifizieren sich für die Bewertung bei der Oscar-Vergabe in den Kurzfilmkategorien, selbst wenn sie sonst nicht im Kino zu sehen sind, allerdings nur sofern sie die weiteren Kriterien der Academy of Motion Picture Arts and Sciences erfüllen.
4. Wenn in der Spalte „Seit“ zwei Jahreszahlen für eine Auszeichnung angegeben sind, zeigt es das Datum der ersten Vergabe und das Datum der ersten regelmäßigen Vergabe.

## Preisträger des Grand Prix für den besten Film
| Jahr | Filmtitel                                  | Regie                                            | Land, Produktionsjahr       |
| ---- | ------------------------------------------ | ------------------------------------------------ | --------------------------- |
| 1970 | 79 Springs                                 | Santiago Álvarez                                 | Kuba 1969                   |
| 1971 | The Shadow of a City                       | Hannu Peltomaa                                   | Finnland 1971               |
| 1973 | Ziegeleiarbeiter                           | Marta Rodríguez, Jorge Silva                     | Kolumbien 1972              |
| 1974 | La primera página                          | Sebastián Alarcón                                | Sowjetunion 1974            |
| 1975 | Bölcs mesterek, okos szerkezetek           | Vince Lakatos                                    | Bulgarien / Ungarn 1974     |
| 1976 | Peasants                                   | Marta Rodríguez, Jorge Silva                     | Kolumbien 1975              |
| 1977 | Poezd pamyati                              | Nikolai Serebrjakow                              | Sowjetunion 1976            |
| 1978 | As You Like It                             | Zoltán Huszárik                                  | Ungarn 1976                 |
| 1979 | They Are Killing the Horse                 | Mushtaq Gazdar                                   | Pakistan 1979               |
| 1980 | An Encounter with Faces                    | Vidhu Vinod Chopra                               | Indien 1978                 |
| 1981 | Survival Run                               | Robert Charlton                                  | USA 1981                    |
| 1982 | En stad under huden                        | Johan Donner                                     | Schweden 1981               |
| 1983 | Inferiority Complex                        | Adolf Born, Jaroslav Doubrava, Miloš Macourek    | Tschechoslowakei 1981       |
| 1984 | The Snowman                                | Dianne Jackson                                   | Vereinigtes Königreich 1982 |
| 1985 | Byker                                      | Sirkka-Liisa Konttinen                           | Vereinigtes Königreich 1983 |
| 1986 | Drawn People                               | Harrie Geelen                                    | Niederlande 1985            |
| 1987 | Before the Guests Arrive                   | Jon Bang Carlsen                                 | Dänemark 1986               |
| 1988 | Breakfast on the Grass                     | Priit Pärn                                       | Sowjetunion 1987            |
| 1989 | In Front of the Wall                       | Daisy Lamothe                                    | Frankreich 1988             |
| 1990 | Kitchen Sink                               | Alison Maclean                                   | Neuseeland 1989             |
| 1991 | De Craciun ne-am luat ratia de libertate   | Catalina Fernoaga, Cornel Mihalache              | Rumänien 1990               |
| 1992 | A Year Along the Abandoned Road            | Morten Skallerud                                 | Norwegen 1991               |
| 1993 | Neon Stories                               | Eldora Traykova                                  | Bulgarien 1992              |
| 1994 | Wallace & Gromit – Die Techno-Hose         | Nick Park                                        | Vereinigtes Königreich 1993 |
| 1995 | Something Different                        | Bruno Rolland                                    | Frankreich 1995             |
| 1996 | Cicha przystan                             | Mariusz Malec                                    | Polen 1995                  |
| 1997 | Many Happy Returns                         | Marjut Rimminen                                  | Vereinigtes Königreich 1997 |
| 1998 | Un jour                                    | Marie Paccou                                     | Frankreich 1997             |
| 1999 | Youfek                                     | Mahvash Shaykh-Aleslami                          | Iran 1999                   |
| 2000 | Four Corners                               | Ian Toews                                        | Kanada 1998                 |
| 2001 | The Diver                                  | P. V. Lehtinen                                   | Finnland 2000               |
| 2002 | Intolerance II: The Invasion               | Phil Mulloy                                      | Vereinigtes Königreich 2001 |
| 2003 | The Projectionist                          | Michael Bates                                    | Australien 2002             |
| 2004 | Utvecklingssamtal                          | Jens Jonsson                                     | Schweden 2003               |
| 2005 | Through My Thick Glasses                   | Pjotr Sapegin                                    | Kanada / Norwegen 2004      |
| 2006 | Eût-elle été criminelle...                 | Jean-Gabriel Périot                              | Frankreich 2006             |
| 2007 | Milan                                      | Michaela Kezele                                  | Deutschland 2007            |
| 2008 | Madame Tutli-Putli                         | Chris Lavis, Maciek Szczerbowski                 | Kanada 2007                 |
| 2009 | Ahendu nde sapukai                         | Pablo Lamar                                      | Paraguay 2008               |
| 2010 | Lumikko                                    | Miia Tervo                                       | Finnland 2009               |
| 2011 | Händelse vid bank                          | Ruben Östlund                                    | Schweden 2009               |
| 2012 | Posledný Autobus                           | Martin Snopek, Ivana Laučíková                   | Slowakei 2011               |
| 2013 | The Mass of Men                            | Gabriel Gauchet                                  | Vereinigtes Königreich 2012 |
| 2014 | Bum-Bum, the Baby of the Fisher            | Ivan Maximov                                     | Russland 2013               |
| 2015 | Kastrāts Kuilis                            | Raitis Ābele, Lauris Ābele                       | Lettland 2014               |
| 2016 | The Living Need Light, the Dead Need Music | Phù-Nam Thúc Hà, Matt Lucero, Tuan Andrew Nguyen | Vietnam 2014                |
| 2017 | Scris/Nescris – Written/Unwritten          | Adrian Silisteanu                                | Rumänien 2016               |
| 2018 | Intimity                                   | Élodie Dermange                                  | Schweiz 2017                |
| 2019 | Dulce                                      | Angello Faccini, Guille Isa                      | USA, Kolumbien, Peru 2018   |

## Bester europäischer Kurzfilm
- 2019: Cadoul de Craciun von Bogdan Muresanu (Rumänien)
- 2018: Prisoner of Society von Rati Tsiteladze (Georgien)
- 2017: Scris/Nescris von Adrian Silisteanu (Rumänien)
- 2016: Small Talkby von Even Hafnor, Lisa Brooke Hansen (Norwegen)

## Bester Dokumentarfilm
- 2019: All inclusive von Corina Schwingruber Ilić (Schweiz)
- 2018: Sociumis Patimari von Rati Tsiteladze
- 2017: After Life von Prisca Bouchet, Nick Mayow

## Beste Animation
- 2019: Neko No Hi von Jon Frickey (Deutschland, Japan)
- 2018: Negative Space von Ru Kuwahata, Max Porter
- 2017: Bei Wind und Wetter von Remo Scherrer

## Beste Fiktion
- 2019: Cadoul de Craciun von Bogdan Muresanu (Rumänien)
- 2018: Tableland von Liu Wenzhuo
- 2017: And So We Put Goldfish in the Pool von Makoto Nagahisa

## Studentenfilm-Auszeichnung
- 2019: Untitled von Tinja Ruusuvuori (Finnland)
- 2018: Prime Time Rage von Puoli Yhdeksän Raivo, dir. Sanni Priha
- 2017: Tarfala von Johannes Östergård

## Publikumspreis
- 2019: Tee Se Itse - Elämä: Combat Rockin Tarina von Janne Tanskanen, Ville Asikainen (Finnland)
- 2018: Tracing Addai von Esther Niemeier (dir.)
- 2017: Kaisa’s Enchanted Forrest von Katja Gauriloff